# Апаца (Брашов)
Апаца (рум. Apaţa) насеље је у Румунији у округу Брашов у општини Апаца. Oпштина се налази на надморској висини од 525 m.

## Становништво
Према подацима из 2002. године у насељу је живело 2995 становника.

### Попис2002.
| Расподела становништва по националности 2002.‍ | Расподела становништва по националности 2002.‍ | Расподела становништва по националности 2002.‍ | Расподела становништва по националности 2002.‍ | Расподела становништва по националности 2002.‍ |
| --------------------------------------------- | --------------------------------------------- | --------------------------------------------- | --------------------------------------------- | --------------------------------------------- |
|                                               |                                               |                                               |                                               |                                               |
| Румуни                                        | Румуни                                        |                                               | 1.625                                         | 54,3%                                         |
| Мађари                                        | Мађари                                        |                                               | 1.220                                         | 40,8%                                         |
| Роми                                          | Роми                                          |                                               | 146                                           | 4,9%                                          |